# محطة قطار مطار هواري بومدين
محطة مطار هواري بومدين هي محطة قطار جزائرية تقع في بلدية الدار البيضاء في ولاية الجزائر العاصمة. تخدم مطار الجزائر الدولي.

## موقع السكة
وتقع المحطة في نهاية خط قصير يبلغ طوله 2.8 كلم، منها 1.6 كلم تحت الأرض، تنطلق شرق محطة باب الزوار على خط الجزائر قسنطينة.

## تاريخ
وفي بداية عام 2010 ولدت فكرة إنشاء محطة بمطار الجزائر العاصمة. ويهدف إنشاء هذا الخط السكة الحديد إلى تسهيل تنقل المسافرين من وسط الجزائر العاصمة نحو المطار، وبالتالي تقديم حل جديد للمسافرين المغادرين للوصول إلى مختلف المدن المرتبطة بشبكة السكك الحديدية الإقليمية والوطنية.
بدأت أعمال البناء في 11 ديسمبر 2012. وتم تشغيل المحطة الجديدة وخطها في 29 أبريل 2019.

## خدمة المسافرين

### الإستقبال
تقع محطة مطار الجزائر بين مبنى الركاب رقم 1 ومبنى الركاب رقم 2 بالمطار. ويقع على بعد حوالي 5 دقائق سيرًا على الأقدام من مبنى الركاب رقم 4.
يمكن الوصول إلى المحطة مباشرة من المطار، ولكن أيضًا عبر موقف السيارات في المبنى رقم 4 والمبنيين رقم 1 و2.

### خدمة الخطوط
تخدم المحطة قطارات من شبكة السكك الحديدية لضواحي الجزائر العاصمة، تنتهي في محطة آغا بالجزائر العاصمة.
رحلة القطارات بين الجزائر العاصمة والمطار مدتها 20 دقيقة بدور 34 رحلة يوميا من 5 صباحا إلى 9:05 مساء من محطة آغا، ومن 5:30 صباحا إلى 9:35 مساء من المطار. سعر هذه الرحلة هو 80 دج للبالغين و 40 دج للأطفال.

### الوسائل المتعددة
يربط المحطة الخطين 39 و 100 من شبكة الباصات إيتوزا.

## المشاريع
وفي سنة 2026، ستتصل المحطة بالخط الأول لمترو الجزائر العاصمة.

### مواضيع ذات صلة
- الموقع الرسمي للشركة الوطنية للنقل بالسكك الحديدية